# Mamasunción
Mamasunción é uma curta-metragem do director galego Chano Piñeiro, rodada em 1984 em formato 35 mm depois da fundação da sua produtora cinematográfica, Piñeiro SA (mais tarde conhecida como Bubela SL).

## Enredo
A obra conta a história de Mamasunción, uma anciã que vive numa remota aldeia da Galiza. Cada dia acode à oficina de correios na espera duma carta do seu filho emigrado. Esta não chega nunca. Mas, por fim, um dia o carteiro entrega-lhe a Mamasunción a carta longamente aguardada. Nela comunicam-lhe que o seu filho morreu e que lhe deixou uma quantiosa herança.

## Produção
A inspiração para esta curta-metragem procede duma lembrança infantil de Chano Piñeiro: a anciã Maria Rosa da Regueira que aguardava dia trás dia notícias do seu filho emigrado a México. Todo o filme está impregnado das vivências do autor na sua seu vila natal. Assim, por exemplo, o seu amigo Manuel Barreiro, carteiro na vida real, e pai de Xosé Luís Barreiro Rivas, que alugava o apartamento à família Piñeiro, interpreta na ficção ao carteiro.
A rodagem tem lugar nas aldeias de Baiste e Rubilhom (Concelho de Aviom, Ourense) onde Piñeiro topara o ambiente rural que a sua narração precisava. Na película participaram Xosé Manuel Olveira "Pico" e mais Antón Casal, entre muitos outros. O técnico de som foi Pablo Barreiro.
O filme estreou-se a 28 de Dezembro de 1984 em Vigo, e conseguiu atrair a atenção de diversos festivais internacionais. Tal foi o sucesso desta curtametragem que o 25 de Julho de 1985 a Televisión de Galicia abre a sua primeira emissão com Mamasunción.
A chave do êxito de Mamasunción reside tanto na universalidade do seu conteúdo como na emotividade que desprega. Ainda que Chano Piñeiro pensou no seu momento que estava contando uma história muito localista, quase para os seus amigos, o certo é que o argumento de Mamasunción trata um tema de ecos universais: a emigração e a dor dos que ficam.